# ATP de Sydney de 2013
O ATP de Sydney de 2013 foi um torneio masculino de tênis disputado em quadras duras na cidade de Sydney, Austrália. Esta foi a 121ª edição do evento e foi realizada no NSW Tennis Centre. O evento faz parte da Australian Open Series, série de torneios realizados em preparação para o primeiro Grand Slam do ano, o Aberto da Austrália.

## Pontuação e premiação

### Dristribuição de pontos
| Evento  | V   | F   | SF | QF | Segunda rodada | Primeira rodada | Q  | Q3 | Q2 | Q1 |
| Simples | 250 | 150 | 90 | 45 | 20             | 0               | 12 | 6  | 0  | 0  |
| Duplas  | 250 | 150 | 90 | 45 | 0              | —               | —  | —  | —  | —  |

### Premiação
| Evento  | V       | F       | SF      | QF      | Segunda rodada | Primeira rodada | Q3   | Q2   | Q1 |
| Simples | $78,800 | $41,540 | $22,500 | $12,810 | $7,550         | $4,470          | $720 | $345 | —  |
| Duplas* | $23,950 | $12,590 | $6,820  | $3,900  | $2,290         | —               | —    | —    | —  |

* por dupla

## Chave de simples ATP

### Cabeças de chave
| País | Jogador           | Rank¹ | Cabeça |
| ---- | ----------------- | ----- | ------ |
| USA  | John Isner        | 14    | 1      |
| FRA  | Gilles Simon      | 16    | 2      |
| ITA  | Andreas Seppi     | 23    | 3      |
| ESP  | Fernando Verdasco | 24    | 4      |
| GER  | Florian Mayer     | 28    | 5      |
| CZE  | Radek Štěpánek    | 31    | 6      |
| FRA  | Jérémy Chardy     | 32    | 7      |
| ESP  | Marcel Granollers | 34    | 8      |

- ¹ Rankings como em 31 de dezembro de 2012

### Outros participantes
Os seguintes jogadores receberam convites para a chave de simples:
- James Duckworth
- Matthew Ebden
- John Millman

Os seguintes jogadores entraram na chave de simples através do qualificatório:
- Guillermo García-López
- Ryan Harrison
- Björn Phau
- João Sousa

O seguinte jogador entrou na chave principal como lucky loser:
- Ivo Klec

### Desistências
Antes do torneio
- Richard Gasquet (motivos pessoais)
- Gilles Simon (lesão no pescoço)
- Jo-Wilfried Tsonga (lesão na coxa esquerda)

Durante o torneio
- Roberto Bautista-Agut (dores no abdominal inferior)
- Radek Štěpánek (lesão no músculo intercostal)

## Chave de duplas ATP

### Cabeças de chave
| País | Jogador           | País | Jogador        | Rank¹ | Cabeça |
| ---- | ----------------- | ---- | -------------- | ----- | ------ |
| USA  | Bob Bryan         | USA  | Mike Bryan     | 3     | 1      |
| IND  | Leander Paes      | CZE  | Radek Štěpánek | 7     | 2      |
| ESP  | Marcel Granollers | ESP  | Marc López     | 16    | 3      |
| BLR  | Max Mirnyi        | ROU  | Horia Tecău    | 16    | 4      |

- ¹ Rankings como em 31 de dezembro de 2012

### Outros participantes
As seguintes parcerias receberam convites para a chave de duplas:
- James Duckworth /  Chris Guccione
- Matthew Ebden /  Marinko Matosevic

### Desistências
Durante o torneio
- Radek Štěpánek (lesão no músculo intercostal)

## Campeões

### Simples
- Bernard Tomic venceu  Kevin Anderson, 6–3, 6–7(2–7), 6–3.

### Duplas
- Bob Bryan /  Mike Bryan venceram  Max Mirnyi /  Horia Tecău, 6–4, 6–4